# Trojaanse Oorlog
De Trojaanse Oorlog is een gebeurtenis die een centrale rol speelt in de Griekse mythologie. Een groot deel van de mythologische verhalen houdt op een of andere wijze verband met deze oorlog. Homeros' boek de Ilias (Ἴλιον = Troje) is een epos, dat een episode uit het laatste jaar van de tien jaar durende oorlog tegen Troje beschrijft. Een coalitie van Grieken, die Homeros Achaeërs noemt, zou onder leiding van koning Agamemnon Troje hebben belegerd en ingenomen. De Trojanen noemt hij Dardanoi (Δάρδανοι).
De oorlog ontstond volgens de mythe uit een twist tussen de godinnen Hera, Athene en Aphrodite, nadat de godin van de twist, Eris, op het huwelijksfeest van Peleus en Thetis, waarvoor zij niet werd uitgenodigd, een gouden appel naar binnen had geworpen waar "voor de mooiste" in gesneden was. De oppergod Zeus zond de vrouwen naar de Trojaanse koningszoon Paris, die oordeelde dat Aphrodite de mooiste was. In ruil daarvoor liet Aphrodite de prachtige Helena, de vrouw van de Spartaanse koning Menelaos, verliefd worden op Paris. Nadat Paris Helena mee had genomen naar Troje, trokken alle Grieken gezamenlijk ten strijde tegen Troje. Na een tienjarige strijd verloren de Trojanen de oorlog van de Grieken door de list met het paard van Troje. Schattingen over het aantal manschappen en schepen dat zou hebben deelgenomen aan deze oorlog lopen nogal uiteen. Op basis van wat Homeros schrijft komt bijvoorbeeld historicus Barry Strauss tot de bevinding dat er minstens 100.000 manschappen aan iedere zijde streden, en dat er 1186 Griekse schepen in deze strijd betrokken zijn geweest.
Hoewel de meeste oude Grieken de (mythische) ontvoering van Helena als aanleiding van de Trojaanse Oorlog (die plaats zou hebben gevonden in de 13e of 12e eeuw voor Christus) beschouwden, wordt aangenomen dat de oorlog ter wille van economische belangen werd gevoerd. Het jaar 1184 v.Chr. is thans de meest geaccepteerde datum voor de Trojaanse Oorlog, omdat ook de archeologie aantoont dat rond die tijd de culturen van Kreta, het Griekse vasteland en Anatolië teloorgingen.

## De Trojaanse Oorlog in de literatuur
De Trojaanse Oorlog is het onderwerp geweest van enkele werken in de literatuur, waarvan het epos Ilias van de schrijver Homeros verreweg het beroemdste is. Een hoofdpersoon van de Ilias (Odysseus) komt ook voor in Homeros' andere epos, de Odyssee.
Deze oorlog is ook onderwerp geweest van andere klassieke werken, echter alle jonger dan het werk van Homeros. Een voorbeeld is Aeneis van de Romeinse dichter Vergilius.
Bekende meesterwerken uit de Engelse literatuur waarin de Trojaanse Oorlog een rol speelt zijn Troilus and Criseyde van Geoffrey Chaucer en Troilus and Cressida van William Shakespeare.
Vanaf de Renaissance tot in de 19e eeuw is de Trojaanse oorlog ook een bron van inspiratie geweest: in het Duits classicisme en uiteindelijk het classicisme en het neoclassicisme.

## Opsomming van de Griekse schepen

Herkomst van de bondgenoten

De Grieken kwamen met hun uitrustingen en hun schepen samen in Athene. Dit zijn de 47 leiders van de Grieken, die een totaal van 1202 schepen met zich mee brachten:
- Agamemnon kwam uit Mycene met honderd schepen.
- Menelaos uit Sparta met zestig schepen.
- Arcesilaüs en Prothenor uit Boeotië met vijftig schepen.
- Ascalaphus en Ialmenus uit Orchomenus met dertig schepen.
- Epistrohus en Schedius uit Fokida met veertig schepen.
- Ajax de zoon van Telamon bracht van Salamis zijn broer Teukros met zich mee en uit Elis Amphimachus, Diores, Thalpius en Polyxenus met in totaal veertig schepen.

- Nestor kwam uit Pylos met tachtig schepen.
- Thoas uit Aeolië met veertig schepen.
- Ajax de zoon van Oileus uit Locris met zevenendertig schepen.
- Antiphus en Phidippus van Kos en Kalymne met dertig schepen.
- Idomeneus en Meriones van Kreta met tachtig schepen.
- Odysseus van Ithaka met een aantal van twaalf schepen.
- Eumelus uit Pherai met tien schepen.
- Protesilaüs en Podacres uit Phylace met veertig schepen.
- Podalirius en Machaon, de zonen van Asclepius, uit Trica met tweeëndertig schepen.
- Achilles kwam met Patroclus en de Myrmidonen uit Phthia met vijftig schepen.
- Tlepolemus van Rhodos met negen schepen.
- Eurypylus uit Iolcos met een aantal van veertig schepen.
- Antiphus en Amphimachus uit Elis met twaalf schepen.
- Polypoetes en Leonteus uit Larissa met veertig schepen.
- Diomedes, Euryalus en Sthenelus uit Argos met tachtig schepen.
- Philoktetes uit Meliboea met zeven schepen.
- Guneus uit Cyphus met eenentwintig schepen.
- Prothoüs uit Magnesia met elf schepen.
- Agapenor uit Arcadië met zestig schepen.
- Mnestheus uit Athene met vijftig schepen.

## De Ilias
Homeros behandelt in de Ilias de wrok van Achilles gedurende de Trojaanse Oorlog. De eerste zin (zelfs het eerste woord: wrok) geeft meteen het thema aan van de Ilias:

| Μῆνιν ἄειδε, θεά, Πηληιάδεω Ἀχιλῆος Godin, bezing, de wrok van Peleus' zoon Achilleus |

Er is twijfel of Homeros een historische persoon is. Mogelijk zijn de Ilias en Odyssee inderdaad door een enkele bard met die naam gecomponeerd. Het kan echter ook om samengevoegde werken van meer dan één zanger gaan, die over een langere periode ontstonden. Duidelijk is dat het werk op zijn minst enkele eeuwen na de Myceense periode is ontstaan. De meest waarschijnlijke ontstaansperiode van de twee epen is rond 800-750 v.Chr., ongeveer drie of vier eeuwen na de gebeurtenissen zelf. Homeros zal dus geen ooggetuige zijn geweest, noch zal hij ooggetuigen gesproken kunnen hebben. In de tussenliggende periode is het verhaal over de oorlog mondeling doorverteld en mogelijk sterk aangedikt. Ook niet onwaarschijnlijk is dat achter het verhaal mettertijd een betekenis werd gezocht en een moraal aan het verhaal werd toegevoegd.

## De legende

### Het Parisoordeel

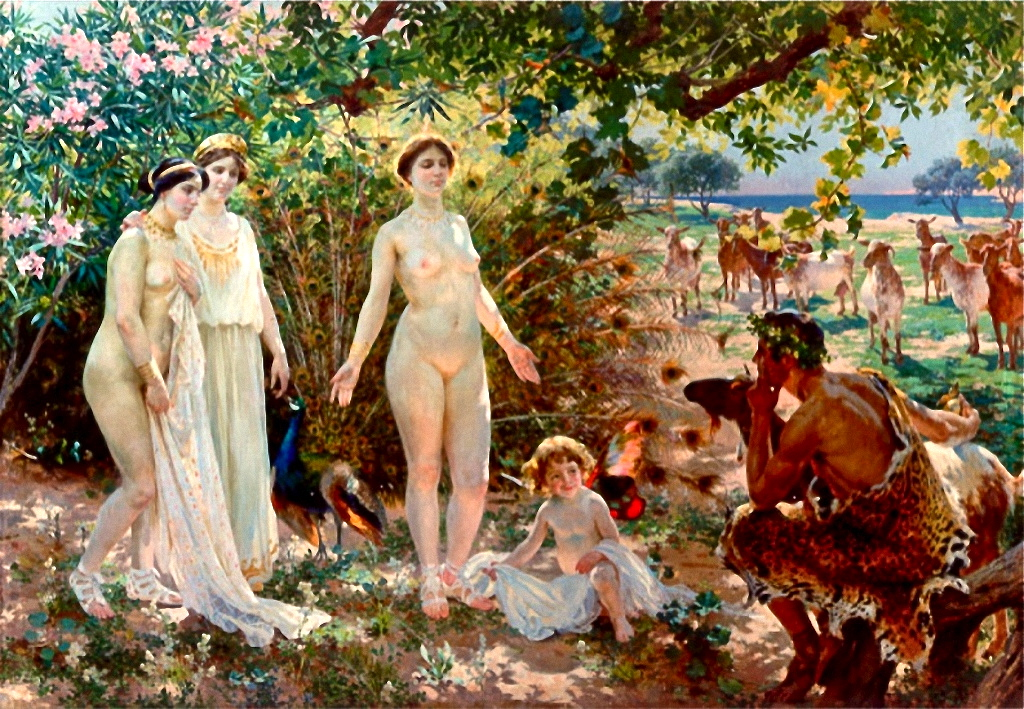
Het oordeel van Paris (1904) van Enrique Simonet

Op het huwelijk van Peleus en Thetis zijn alle goden aan het feesten. Eén is er echter niet uitgenodigd: Eris, godin van twist en tweedracht. Wie wil er immers dat er op zijn huwelijksfeest ruzie ontstaat? Eris is woest omdat ze niet is uitgenodigd en ze verzint een plan: ze schrijft op een gouden appel 'voor de mooiste' (τῇ καλλίστῃ - tèi kallistèi) en ze gooit de appel de feestzaal binnen. Natuurlijk vinden zowel Hera, Athena als Aphrodite zichzelf de mooiste en Eris' plan lukt: er ontstaat geruzie. Zeus wordt om raad gevraagd, maar die wil zich liever niet uitspreken over deze netelige kwestie. Hij stelt voor om de Trojaanse prins Paris te laten oordelen. De drie godinnen gaan, onder begeleiding van Hermes, op reis naar de berg Ida om Paris te laten beoordelen wie van hen de mooiste is. Op uiterlijk is het zeer moeilijk voor Paris om te bepalen wie nu uiteindelijk de mooiste godin is. Om de uiteindelijke beslissing kracht bij te zetten, besluiten de drie godinnen om Paris, door middel van extra giften en beloften, ervan te overtuigen de godin met het aanlokkelijkste aanbod te verkiezen tot mooiste godin. Hera, de echtgenote van Zeus, belooft Paris onmetelijke macht wanneer hij voor haar als de mooiste kiest. Pallas Athena belooft Paris onnoemelijke wijsheid en bedrevenheid in alle kunsten en Aphrodite belooft Paris ultieme liefde in de vorm van de mooiste vrouw op aarde, Helena van Sparta, die reeds beloofd werd aan een groot Grieks leider, de Atreïde Menelaos. Paris kiest uiteindelijk voor Aphrodite als mooiste godin omdat zij hem de mooiste vrouw op aarde heeft beloofd. Nadat Paris gekozen heeft de appel aan Aphrodite te geven, heeft hij de vijandelijkheid van Hera en Pallas Athena.
Hij heeft één godin blij gemaakt, maar de twee anderen haatten hem daarom. Dit zou tot rampzalige gevolgen voor Troje leiden.

### De schaking van Helena

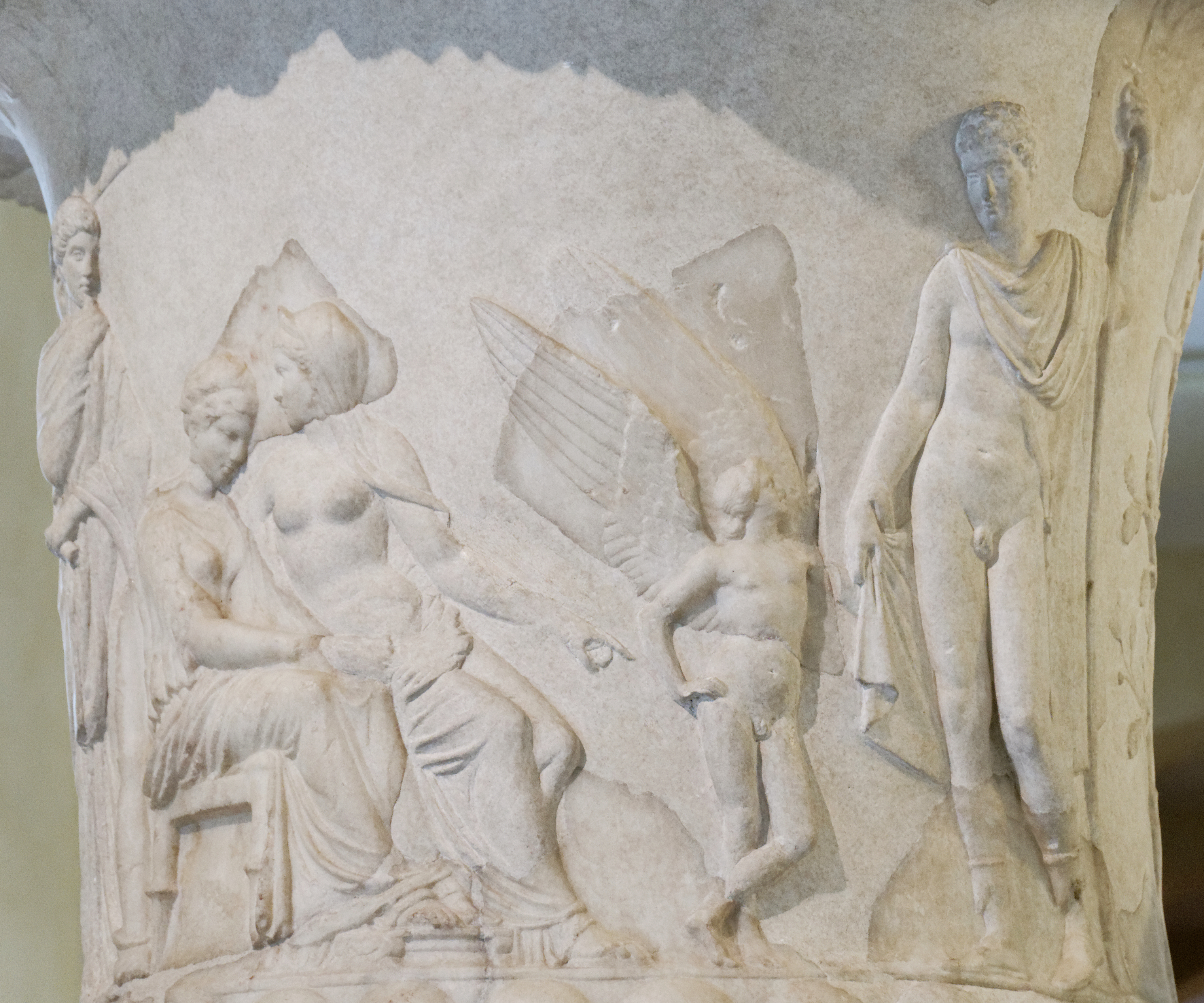
Paris en Helena huwen

Belofte maakt schuld en Paris vindt dat het wel tijd wordt om zijn beloning te gaan halen. Hij stapt dus met een aantal makkers in zijn boot om Helena te gaan halen. Deze was toen al getrouwd met Menelaos, dus moest Paris haar ontvoeren. Toen Paris eenmaal aankwam bij Menelaos, werd hij gastvrij ontvangen en mocht zo lang blijven als hij wilde. Door Aphrodite werd Helena gauw verliefd op Paris en samen voeren ze terug naar Troje. Wanneer Menelaos de verdwijning van zijn vrouw ontdekt zit die al ver weg, in de Trojaanse paleizen. Menelaos voelt zich beledigd en zint op wraak.

### Oorlog
Menelaos gaat naar zijn broer Agamemnon en legt alles uit. Door een eed, verzonnen door de slimme Odysseus, waren allen die destijds naar de hand van de schone Helena dongen verplicht diegene te verdedigen tegen al wie met hem in conflict zou geraken. Ze besluiten vervolgens om alle Grieken samen te roepen in Aulis, om vandaaruit ten oorlog te trekken tegen de Trojanen. Agamemnon zal de vloot aanvoeren. Onder de helden bevinden zich veel van hen die naar de hand van Helena dongen. De personen spreken nog steeds tot de verbeelding: de bijna onkwetsbare Achilles, zijn goede vriend en neef Patroklos, de oude en wijze Nestor, de beresterke Ajax, de vriend van Herakles Philoktetes met boog en pijlen van Herakles, de slimme en listige Odysseus, de ziener Kalchas, de dappere Diomedes en uiteraard Menelaos zelf.
In Aulis aangekomen zien de Grieken zich eerst nog genoodzaakt Agamemnons dochter Iphigeneia te offeren omdat een gunstige wind uitblijft. Volgens sommige verhalen redt Artemis haar echter door een hert in Iphigineia's plaats te leggen omdat ze op het laatste moment medelijden krijgt met het meisje.

### Paris en Menelaos

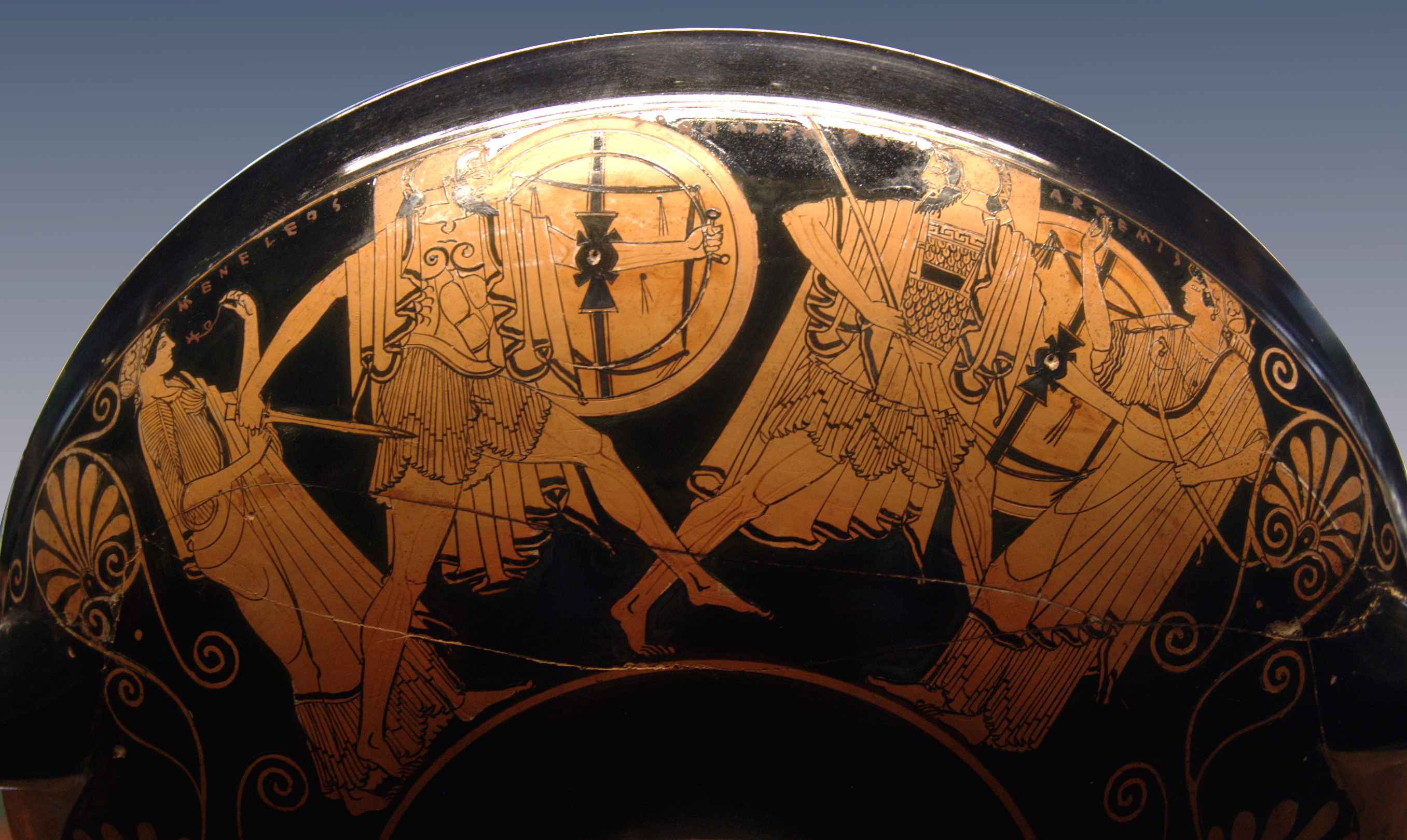
Menelaos en Paris vechten

Als de Grieken bij Troje arriveren, besluiten ze na enige gevechten dat ze het beste een tweestrijd tussen Paris en Menelaos kunnen houden. Hektor en Odysseus zetten hiervoor een strijdperk uit. Als Paris wint blijft Helena in Troje en gaan de Grieken terug naar huis, als Menelaos wint gaat Helena weer terug mee naar Griekenland. Als het gevecht is begonnen blijkt Menelaos veel sterker dan Paris en als Paris op het punt staat door Menelaos te worden gedood, ontstaat er ineens een dichte nevel/mist (gemaakt door Aphrodite) en verdwijnt Paris van het strijdtoneel naar zijn slaapkamer. Er is dus geen winnaar uit het gevecht gekomen en de oorlog gaat door.

### Achilles en Hektor
Achilles is zonder enige twijfel de sterkste Griekse held. Zijn moeder Thetis heeft hem als baby in de rivier de Styx ondergedompeld, zodat hij onkwetsbaar is geworden. Enkel op de plaats waar ze hem vasthield, aan zijn hiel, is hij zwak. Als hij daar geraakt wordt, zal hij sterven. Niemand kent Achilles' geheim echter. Na 10 jaar oorlog om Troje zijn de Grieken nog geen stap dichter bij de overwinning. De Trojaanse helden vechten dapper: in de hoofdrol zien we vooral Hektor, de zoon van koning Priamus. Paris, die eigenlijk verantwoordelijk is voor de oorlog, zit liever thuis, bij Helena.

### Achilles doet niet meer mee

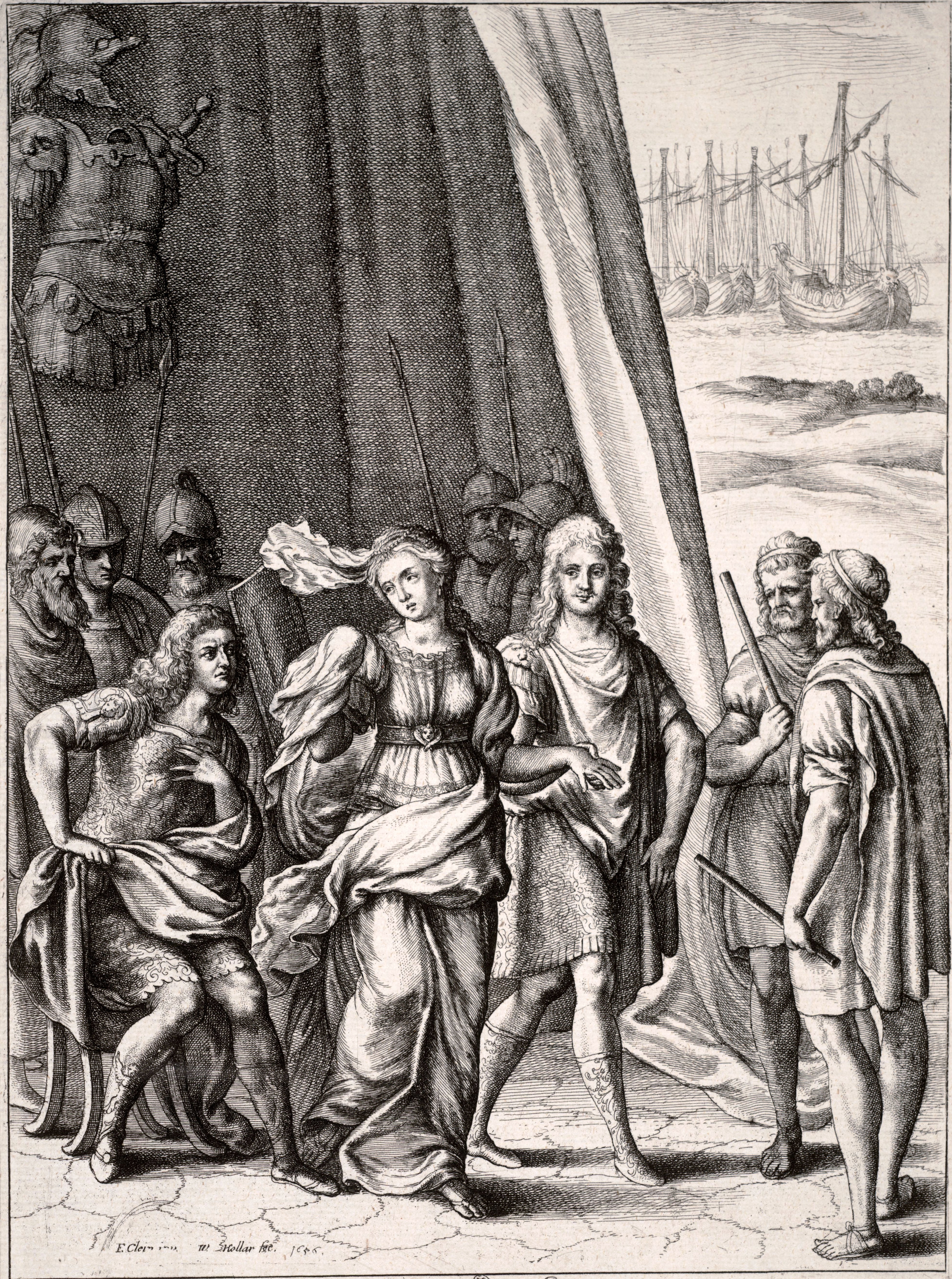
Achilles en Briseïs in een 17e-eeuwse illustratie van Wenceslas Hollar

De pest is uitgebroken bij de Grieken. Men vraagt de ziener Kalchas wat er gedaan moet worden. Trillend op zijn benen zegt Kalchas dat de aanvoerder, Agamemnon, de oorzaak is van de pestepidemie. Apollo is boos op hem, omdat hij Chryseïs, de dochter van een van de priesters tot zijn slavin heeft gemaakt. De Grieken vinden allemaal dat Agamemnon het meisje moet teruggeven aan haar vader om Apollo weer gunstig te stemmen. Na lang aarzelen stemt Agamemnon daarmee in, maar hij wil er wel iets voor in de plaats. Hij wil Briseïs, de knappe slavin van Achilles.
Achilles is woest, scheldt Agamemnon uit en daagt hem zelfs uit voor een gevecht. Uiteindelijk geeft hij Briseïs aan Agamemnon, maar hij is zo beledigd en beschaamd, dat hij weigert nog verder te vechten.

### Trojanen aan de winnende hand
De pestepidemie bij de Grieken stopt, en de strijd met de Trojanen breekt weer los als nooit tevoren. Hoe dapper de Grieken ook vechten, ze blijken Achilles niet te kunnen missen. Ze worden meer en meer teruggedrongen naar hun eigen legerkamp. De Trojanen dreigen zelfs het kamp en de schepen van de Grieken in brand te steken.
De Grieken begrijpen dat het zo niet langer kan en Agamemnon besluit Briseïs dan toch maar terug te gaan brengen naar Achilles. Zijn pogingen zijn vergeefs: Achilles is zo diep gekwetst dat hij blijft weigeren mee te vechten. Hij wil naar huis.

### Patroklos' dood en Achilles' terugkeer

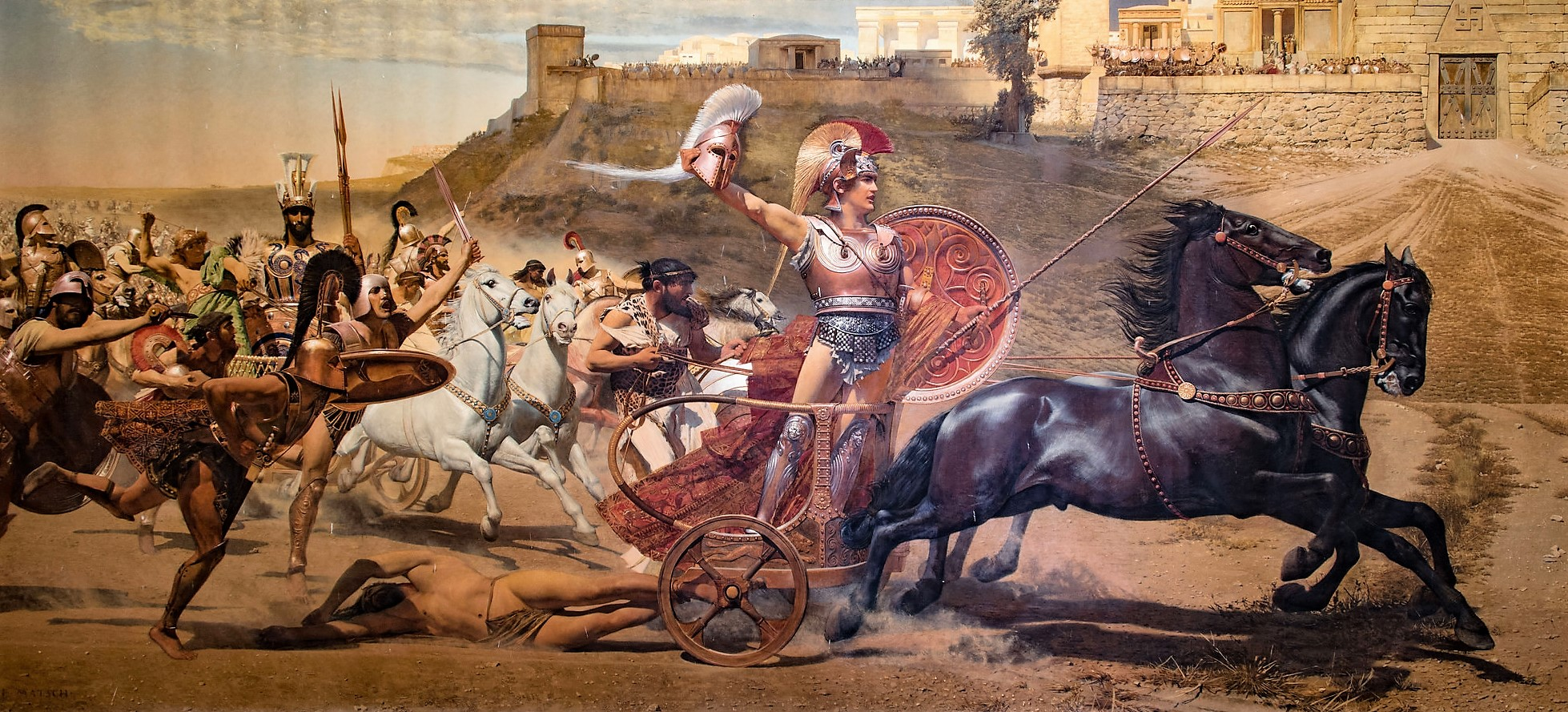
Achilles sleept het lijk van Hektor in triomf achter zijn strijdwagen, langs de stadspoorten van Troje. Fresco door Franz von Matsch (1861-1942) in het Achilleion op Korfoe.

Achilles' soldaten en zijn vriend Patroklos zien de Trojanen dichter- en dichterbij komen. Patroklos vraagt Achilles of hijzelf dan ten minste toch mag gaan meevechten. Eventueel met de wapenrusting van Achilles aan, zodat de Trojanen denken dat Achilles zelf terug is. Achilles geeft Patroklos daarvoor toestemming. Patroklos is dolblij en trekt meteen ten strijde. Het plan lukt: de Trojanen denken inderdaad dat Achilles zelf terug is, en ze wijken terug tot achter hun stadsmuren. Maar tijdens een tweestrijd tussen Hektor en Patroklos valt zijn helm af. Hektor ziet het, en met hulp van Apollo doodt hij Patroklos en rooft diens wapenuitrusting.
Wanneer Achilles op de hoogte wordt gesteld van Patroklos' dood, is hij onmiddellijk bereid om weer mee te doen. Hij wil wraak nemen op Hektor. Hephaistos zelf smeedt voor hem een nieuwe wapenuitrusting, en Achilles trekt ten strijde. Hij gaat tekeer als een leeuw en maakt de Skamandrosrivier rood van het bloed van de Trojanen die hij doodt. Dan komt hij plots voor Hektor te staan. In een geweldig gevecht doodt hij Hektor, maar nog is zijn woede niet gekoeld. Hij hangt Hektors lijk achter zijn strijdwagen en dagelijks rijdt Achilles met zijn strijdwagen rond, met erachter het lijk van Hektor. Het lijk blijft verder echter onbeschadigd door interventie van Apollo (God van de zon en boogschietkunst). Ontzet zien de Trojanen dit tafereel aan vanaf de muren van hun stad. Koning Priamus, Hektors vader, kan dit niet meer aanzien. Hij moet zijn zoon een waardige begrafenis geven en op een nacht gaat hij, beschermd door Hermes naar het Griekse kamp en vraagt Achilles om het lijk van zijn zoon los te kopen. Achilles stemt, aanvankelijk met tegenzin, toe en de Trojanen begraven Hektor waardig.

### Achilles' dood
Na Hektors begrafenis bleven de Grieken aan de winnende hand. Achilles heeft bijna de stadspoorten van Troje geopend, toen Paris hem, geholpen door Apollo, met een pijl trof in zijn hiel, waarna de held stierf. Er brak een strijd los om het lijk van Achilles, maar Ajax en Odysseus verdedigden hem. Uiteindelijk zou de meer charismatische en welbespraakter Odysseus Achilles' wapens krijgen. Ajax kon dit niet verkroppen en in zijn woede ging hij in het donker zijn kamp uit om alle Griekse leiders neer te slaan. Dit deed hij, maar zijn verstand werd vertroebeld door de godin Athena, en toen zijn verstand weer terugkwam bleek hij enkel een kudde schapen te hebben geslacht. Zijn overpeinzingen hierover leidden ertoe dat hij liever zelfmoord pleegde dan in schaamte verder te leven. Dagenlang rouwden de Grieken, tot Nestor hen weer tot de orde riep waarna de strijd werd hervat. Ook Paris, de oorzaak van alle ellende, kwam ten val toen een pijl van Philoktetes hem doodde. Philoktetes droeg immers de boog van de toen al legendarische Herakles. Aeneas, een andere Trojaanse prins, doch geen zoon van Priamos, was nu de sterkste Trojaanse held, zodat de Grieken de stad nog steeds niet konden innemen.

### Het houten paard

De Trojanen halen het paard in triomf de stad in

Na 10 jaar oorlog raadde de ziener Kalchas de Grieken aan om de stad met een list in te nemen, daar geweld blijkbaar geen oplossing bood. De sluwe Odysseus kwam met het plan: de Grieken bouwden een metershoog houten paard waarin ze soldaten verstopten: Odysseus zelf, Achilles' zoon Neoptolemus, Menelaos, Diomedes, Thessandrus, Stenelus, Acamos, Thoas, Podalirius, Epeos en vele anderen. Het plan vereiste dat de Trojanen, in hun overwinningsroes het paard de stad in zouden slepen en zouden feesten, waarna ze kwetsbaar zouden zijn. De Grieken braken hun kamp op en deden of ze terug naar huis gingen. In werkelijkheid lieten ze hun schepen echter voor anker gaan bij het eiland Tenedos. Eén Griek is achtergebleven, Sinon.
De Trojanen kwamen buiten de stad en stonden stomverbaasd rond het paard. Hun ziener Laokoon waarschuwde dat het een list betrof. Hij werd echter, samen met zijn twee zoons Antiphas en Thymbraeus, gewurgd door slangen die uit de zee kwamen. De Trojanen zagen hierin een teken van de goden dat Laokoon onbetrouwbaar moest zijn. Ze vonden ook Sinon, die hun vertelde dat hij werd achtergelaten door de Grieken en dat de Grieken naar huis zouden zijn; het paard was een geschenk voor Pallas Athena. Cassandra, de dochter van Priamus, voorspelde dat het slecht zou aflopen wanneer de Trojanen het paard de stad binnen zouden halen. Zij faalde nooit in haar voorspellingen, maar omdat zij ooit de liefde van niemand minder dan Apollo heeft versmaad, werd zij door hem vervloekt, zodat zij nooit geloofd werd, dus luisterde ook nu niemand naar haar. Uitgelaten haalden de Trojanen het paard naar Troje en een feest barstte los.

### Ondergang van Troje
De Trojanen lagen allemaal dronken te slapen, omdat ze uitbundig feest hadden gevierd na de "overwinning" en Sinon vond de tijd rijp om met een fakkel een teken te geven naar de schepen die even verderop lagen en bevrijdde zijn makkers uit het paard; dezen openden de poorten van de stad. De Trojanen, weliswaar in de meerderheid, hadden vanwege het verrassingseffect en de drank geen enkele kans en werden afgeslacht. Ook koning Priamos werd door Achilles' zoon Neoptolemos gedood en Andromache, de weduwe van Hektor, werd door hem als buit meegevoerd naar zijn vaderstad Epirus. Haar zoontje Astyanax werd van de stadsmuur van Troje geworpen. Toch konden enkele Trojanen (onder wie Aeneas, Helena...) vluchten via een geheime gang.

## Herodotus
Volgens Herodotus' Historiën (Boek II, 112-120) kwam Paris met Helena door slecht weer in Egypte aan en werd hij door Thonis naar farao Proteus in Memphis gebracht. Paris' dienaren hadden immers bij de tempel van Heracles hun toevlucht gezocht. Daar konden slaven onder bepaalde voorwaarden hun vrijheid terugkrijgen als ze voor hun meesters waren gevlucht. Thonis vroeg Proteus wat te doen en Proteus antwoordde hen naar Memphis te brengen, zodat hij hen kon ondervragen. Proteus kreeg het hele verhaal te horen, van zowel Paris als de dienaren: hoe hij de vrouw van zijn gastheer had verleid en geschaakt en bovendien schatten van Menelaos had gestolen. Proteus oordeelde dat Paris een boosdoener was en hij moest mét zijn dienaren binnen drie dagen het land verlaten. Het was dat de wetten van het land niet toestonden een vreemdeling die door slecht weer aan land kwam te doden, anders was dit zeker Paris' einde geworden. Helena én de schatten moesten in Egypte worden achtergelaten. Paris kwam dus zónder Helena aan in Troje en de Grieken, die naar Troje kwamen weigerden, ondanks de gezworen eden van de 'Teucriërs' (Trojanen), te geloven dat Helena daar helemaal niet was. Homeros moet volgens Herodotus deze versie gekend hebben, maar koos opzettelijk voor een andere versie, die hem meer aansprak. Zelf hechtte Herodotus meer waarde aan het verhaal dat de Egyptische priesters hem vertelden, die het van Menelaos zelf hadden gehoord, toen die Helena en zijn schatten in Memphis kwam ophalen. Om te kunnen vertrekken uit Egypte, offerde Menelaos twee Egyptische kinderen, waarna hij naar Lybia zeilde. Die misdaad konden de Egyptenaren hem nooit vergeven. Herodotus meende dat de versie van de Egyptenaren de waarheid was: Helena was nooit in Troje, maar verbleef tijdens de Trojaanse Oorlog aan het hof van de Egyptische farao Proteus.
Proteus werd opgevolgd door Rhampsinitus, de voorganger van Cheops, de bouwer van de Piramide van Cheops, wiens 'broer' de Piramide van Chefren bouwde. Mykerinos, de bouwer van de Piramide van Mykerinos was, volgens Herodotus, de 'zoon' van Cheops. 
Cheops regeerde van 2604-2581 v.Chr. en de Trojaanse Oorlog wordt op 1184 v.Chr. gedateerd, terwijl Herodotus Cheops duidelijk ná de Trojaanse Oorlog plaatst. Volgens Herodotus vond de Trojaanse Oorlog plaats vóór de bouw van de Piramiden van Gizeh.
Volgens dezelfde Historiën, Boek I, 67-68, was Orestes, de zoon van Agamemnon, bovendien een reus van 7 cubit lang (3,11 m), wiens graf in de tijd van Croesus door de Spartaan Lichas werd opgegraven.

## Hesiodos
Het geslacht van helden (halfgoden), dat omwille van Helena, voor Troje viel, ging volgens Hesiodos' 'tijdperken van de mens', in zijn Werken en Dagen, vooraf aan het huidige 'ijzeren geslacht'.

## Film en televisie
- Helen of Troy (film uit 1956)
- In Search of the Trojan War door Michael Wood (tv, BBC, 1985)
- Troy (film uit 2004)
- Trojaanse oorlogen documentaires, House of Knowledge (tv, The History Channel, 2005)
- Helen of Troy (film uit 2003) geregisseerd door John Kent Harrison
- Troy: Fall of a City (serie uit 2018) geregisseerd door Owen Harris